# فترة حلف-عبيد الانتقالية
فترة الانتقال من حلف إلى عبيد (حوالي 5500/5400 إلى 5200/5000 قبل الميلاد) هي فترة ما قبل التاريخ في بلاد الرافدين. تقع هذه الفترة زمنيًا بين فترة حلف وفترة العبيد. لا تزال هذه الفترة معقدة وغير مفهومة جيدًا. ومع ذلك، بٌذِلت جهود مؤخرًا لدراسة التغير التدريجي من خزف حلف إلى خزف عبيد في مناطق مختلفة من شمال بلاد الرافدين.

## علم الآثار
دٌرِست هذه الفترة أثريًا مؤخرًا من قبل عدد من الباحثين. يبدو أن فترة حلف انتهت حوالي 5200 قبل الميلاد، وبدأت فترة عبيد الشمالية تقريبًا في نفس الوقت. هناك عدة مواقع تمتد من فترة حلف حتى عبيد.
سابقًا، كانت هناك معرفة جيدة حول موقعين فقط. الأول، تيبي غاورا، التي أنقِبت في الثلاثينيات، حيث كانت تفتقر إلى الضوابط الطبقية، مما تسبب في صعوبات في إعادة إنشاء التسلسل الزمني. الموقع الثاني، تل عقاب، ظل غير منشور إلى حد كبير. جعل ذلك من الصعب الإدلاء ببيانات قاطعة حول هذه الفترة. ولكن مع حالة المعرفة الأثرية الحالية، تتزايد الثقة في المعلومات.

## مواقع الانتقال المفاجئ
تعتبر مواقع تل عربجية وتيبي غاورا من المواقع التي شهدت انتقالًا مفاجئًا من حلف إلى عبيد. لم تُلاحظ أي مستويات انتقالية في هذين الموقعين المهمين.

## الانتقال التدريجي
حدد أ.ل. بيركنز وجود مرحلة انتقال من حلف إلى عبيد يمكن ملاحظتها في التجمعات الفخارية. وأٌقتٌرِحت مواقع مثل تل العويلي، وتشوغا مامي في منطقة مندلي كدليل على هذه المرحلة.
مؤخراً، أٌكِّد وجود مرحلة انتقال من حلف إلى عبيد في سوريا، في أماكن مثل تل زيدان، تل عقاب، تل كوردو، تل مسايخ (قرب ترقا، المعروف أيضًا باسم كار-آشورناصربال)، وتل شاغربازار.
تعتبر خزفيات فترة الانتقال من حلف إلى عبيد من تل بيغوم، في سهل شهرزور، وفيرة بشكل خاص. يقع سهل شهرزور بين سهول بلاد الرافدين وهضبة إيران، مما يجعله ذو أهمية جغرافية.
تشير التحليلات الحديثة (2016) إلى أنه في منطقة آشور، وكذلك في سهل شهرزور، بقيت كثافة المستوطنات، بالإضافة إلى الأعداد العامة للمواقع، متشابهة إلى حد ما خلال فترتي حلف وعبيد.